# Syndicat mixte des Transports pour le Rhône et l’Agglomération Lyonnaise
Der Syndicat Mixte des Transports pour le Rhône et l'Agglomération Lyonnaise (abgekürzt SYTRAL, deutsch in etwa Verkehrsverbund Rhône-Lyon, bis 1985 Syndicat des Transports en Commun de la Région Lyonnaise (TCRL)) ist der Verkehrsverbund von Groß-Lyon in Ostfrankreich. Er ist für die Finanzierung, Planung und Organisation des Öffentlichen Personennahverkehrs in der Region zuständig.

## Organisation
Rechtlich gesehen ist der SYTRAL eine Autorité organisatrice de transport urbain (AOTU), ein Zweckverband für Verkehrsangelegenheiten. Er darf zur Finanzierung der Verkehrsleistungen sowohl Beiträge von seinen Mitgliedsgemeinden verlangen als auch die Versement transport (Verkehrssteuer) erheben. Diese liegt seit 2003 bei 1,75 %, dem derzeit zulässigen Höchstsatz.
Der SYTRAL ist Eigentümer sämtlicher Betriebsanlagen und Fahrzeuge im Verbundnetz. Er führt die Netz- und Linienplanung durch, legt Fahrpreise und Qualitätsstandards fest und schreibt alle sechs Jahre die Verkehrsleistungen aus. Erbracht werden diese dann stets von privaten Verkehrsunternehmen. Alleiniger derzeitiger Leistungserbringer ist Keolis Lyon, eine Tochtergesellschaft des französischen Verkehrskonzerns Keolis. Echter Wettbewerb findet bei diesen Ausschreibungen allerdings nicht statt, was politisch offenbar so gewollt ist.
Der Finanzhaushalt der SYTRAL sieht für 2010 Ausgaben in Höhe von insgesamt 684 Millionen Euro vor. Knapp die Hälfte davon machen die Betriebskosten aus; weitere 29 % sind für Neuanschaffungen vorgesehen, 21 % fließen in den Schuldendienst. Die Finanzierung erfolgt zu 24 % über den Fahrscheinverkauf; die Versement Transport trägt 36 %, die Beiträge der Gemeinden und des Départements weitere 21 % bei. Die restlichen 141,3 Millionen Euro werden über Kredite finanziert.
Oberstes Entscheidungsgremium des SYTRAL ist der 26-köpfige Verbandsvorstand (comité syndical). Er tritt alle sechs Wochen zusammen und legt die Grundzüge der Geschäftspolitik fest. Von den insgesamt 26 Mitgliedern werden 16 vom Zweckverband Groß-Lyon entsandt, die übrigen zehn werden von der Generalrat (conseil général) des Départements Rhône gewählt. Für das Tagesgeschäft ist das Exekutivbüro (bureau exécutif) zuständig, das sich aus acht Mitgliedern des Vorstands zusammensetzt und entsprechend häufiger tagt. Die Ausführung der Beschlüsse obliegt der Verwaltung, die 85 Personen umfasst.

## Geschichte
Der SYTRAL geht auf eine kommunale „Zweckgemeinschaft“ aus dem Jahre 1941 zurück. Damals wollte der örtliche Straßenbahnmonopolist OTL die Konzession für den Betrieb der Linien nicht mehr weiterführen, weil seine Fahrzeuge verschlissen waren und der Betrieb beständige Verluste einbrachte. Daraufhin erwarben die betroffenen Städte und Gemeinden die Betriebsanlagen und Fahrzeuge der OTL, die diese wiederum für zunächst 25 Jahre zurückpachtete. Als zuständiges interkommunales Lenkungsgremium wurde dafür der Syndicat des Transports en Commun de la Région Lyonnaise (TCRL) eingerichtet.
Der TCRL sorgte für den notwendigen Defizitausgleich und übernahm dabei faktisch die vollständige Planungshoheit über den Öffentlichen Nahverkehr in der Region. Dabei war der TCRL eine für Frankreich einzigartige Einrichtung und eigentlich gesetzeswidrig, denn kommunale Zweckverbände waren in Frankreich damals nicht erlaubt. Offiziell trat an dieser Stelle stattdessen immer die Bauverwaltung (Service des Ponts & Chausées) des Départements in Erscheinung; sie unterzeichnete Verträge und bezahlte die Leistungen aus ihrem Haushalt. Erst als 1969 per Gesetz der Zweckverband Groß-Lyon entstand, gab es den TCRL auch offiziell; er übernahm die Rolle der Verkehrsabteilung innerhalb des Zweckverbandes.
In den Nachkriegsjahren wurde das Streckennetz modernisiert. Die Straßenbahnen wurden bis 1957 stillgelegt und der Betrieb gänzlich auf Busse und Obusse umgestellt. Ende der 1950er Jahre bestand in der Region Lyon eines der größten Obusnetze Westeuropas mit 344 Fahrzeugen.
Starke Zuwanderung und immer höheres Verkehrsaufkommen führten schließlich zum Bau der Lyoner Métro. Sie ging ab 1978 in Betrieb und stand in den folgenden beiden Jahrzehnten im Mittelpunkt aller Aktivitäten des Verbunds. Der Ausbau kam jedoch Ende der 1990er Jahre aufgrund finanzieller Probleme ins Stocken. So erfolgte 1996 der Beschluss, anstelle geplanter weiterer Métrostrecken wieder Straßenbahnen verkehren zu lassen. Die ersten beiden Linien gingen Ende 2000 in Betrieb.
1985 erhielt der Syndicat des TCRL seine heutige Bezeichnung SYTRAL.

## Verbundgebiet und Verkehrsmittel
Das Einzugsgebiet des SYTRAL besteht aus 64 Gemeinden mit insgesamt 613 km² Fläche und über 1,3 Millionen Einwohnern. Das Netz umfasst (2008) vier U-Bahnlinien, vier Straßenbahnlinien, zwei Standseilbahnen, sieben Oberleitungsbuslinien und 115 Stadtbuslinien. 2008 zählte der SYTRAL durchschnittlich 1.235.400 Fahrgäste pro Tag, hochgerechnet rund 451 Millionen pro Jahr.
Alle Verkehrsmittel werden unter der gemeinsamen Dachmarke Transports en Commun Lyonnais (TCL) betrieben. Die U-Bahn firmiert unter der Bezeichnung TCL Métro, die Straßenbahn als TCL Tram und die Obus- und Buslinien als TCL Bus. Nicht in den Verbund integriert ist dagegen das Regionalbahnnetz Transports Express Régionaux (TER) der SNCF sowie der Rhônexpress zum Flughafen Lyon Saint-Exupéry.
Die Bezeichnung TCL geht auf den einstigen Straßenbahnbetreiber OTL zurück. Die Compagnie des Omnibus et Tramways de Lyon (OTL) nannte sich 1967 in Société des Transports en Commun Lyonnais (TCL) um. Sie wollte nach der Einstellung der Straßenbahn auch die entsprechende Bezeichnung aus ihrem Namen tilgen. 1976 übernahm der TCRL und spätere SYTRAL dann die Namensrechte von der TCL.
Die TCL benannte sich daraufhin ein weiteres Mal um in Société Lyonnais des Transports en Commun (SLTC). Seit 2005 gehört die SLTC zum Keolis-Konzern und firmiert unter dem Namen Keolis Lyon.

## Weiterführende Informationen